# Scotinella pugnata
Espèce
Synonymes
- Phrurolithus pugnatus Emerton, 1890
- Phrurolithus affinis Banks, 1896

Scotinella pugnata est une espèce d'araignées aranéomorphes de la famille des Phrurolithidae.

## Distribution
Cette espèce se rencontre aux États-Unis au Texas, au New Jersey, au Massachusetts, au New Hampshire et en Alaska et au Canada au Yukon, au Colombie-Britannique, en Alberta, en Saskatchewan, au Manitoba, en Ontario, au Québec, au Nouveau-Brunswick et en Nouvelle-Écosse,.

## Publication originale
- Emerton, 1890 : New England spiders of the families Drassidae, Agalenidae and Dysderidae. Transactions of the Connecticut Academy of Arts and Sciences, vol. 8, p. 166-206 (texte intégral).